# Токелау (език)
Токелауският език е един от двата официални езика на автономното владение Токелау, заедно с английския. Принадлежи на австронезийските езици. Говори се от около 1700 жители на Токелау и малък брой души на остров Суейнс, принадлежащ на Американска Самоа. Освен това се говори от около 2900 души от Токелау, живеещи в Нова Зеландия. Езикът присъства в Червената книга на езиците на ЮНЕСКО и съществува сериозна заплаха от изчезването му.

## Прилики с други езици
Езикът на Токелау се разбира взаимно с езика на Тувалу, основният език на Царството на Тувалу, а също така е много близък до езика на Нихуафу от Кралството на Тонга.

## Писане и фонетика
За да се напише езикът се използват 15 букви от латинската азбука (по-рано 18) и 1 (по-рано 2) диграф: a, e, f, g, h, i, k, l, m, n, ng, o, p, t, u и v. От употреба вече са излезли буквите r, s и w и диграфа wh.
Звуците f-wh, h-s, l-r, v-w са взаимозаменяеми и се считат за алофони.
Звук h е силно аспириран, претърпява палатализация преди a, o, u до прехода към s. В самоанските диалекти може да звучи k между две гласни.

## Примерни фрази
| Токелауски                    | Български                   |
| ----------------------------- | --------------------------- |
| Fanatu au là?                 | Трябва ли да отида (с теб)? |
| Ko toku nena e i Nukunonu.    | Баба ми живее в Нукунон.    |
| Malo ni, ea mai koe?          | Здравей, как си?            |
| E hēai ni vakalele i Tokelau. | В Токелау няма самолети.    |